# کاتیهار
کاتیهار
شهر کاتیهار (به انگلیسی: Katihar) با جمعیت ۲۱۰٫۴۶۰ نفر در ایالت بیهار در کشور هند واقع شده‌است.